# 電気双極子遷移
電気双極子遷移（でんきそうきょくしせんい）は、電子と電磁場との相互作用による遷移において，電子の電気双極子が支配的であるときの遷移のことである。実際には磁気双極子や電気四極子による寄与もあるのだが、一般的には電気双極子による寄与が最も大きいことが多い。

## 理論

### 遷移確率
フェルミの黄金率によると、ある相互作用ハミルトニアン{\displaystyle {\hat {W}}}が働いているときの状態{\displaystyle \psi _{i}}から状態{\displaystyle \psi _{f}}への遷移確率は{\displaystyle \left|\langle \psi _{f}|{\hat {W}}|\psi _{i}\rangle \right|^{2}}で表される。では電子と電磁場が相互作用しているような状況を考えた時の{\displaystyle {\hat {W}}}の具体的な形はどのようになるだろうか。

### 光と電子の相互作用
電磁場と相互作用する原子に束縛された電子のハミルトニアンは、電磁場中の古典的な荷電粒子のエネルギーから類推すると、次のように与えられることがわかる。 
{\displaystyle H={\frac {1}{2m}}[\mathbf {p} -q\mathbf {A} (\mathbf {r} ,t)]^{2}+V(r)-{\frac {q}{m}}\mathbf {S} \cdot \mathbf {B} (\mathbf {r} ,t)}
このハミルトニアンは時間依存しない項{\displaystyle H_{0}}と時間依存する相互作用項{\displaystyle W(t)}に分けることができる。
{\displaystyle H=H_{0}+W(t)\ }
{\displaystyle H_{0}=\mathbf {p} ^{2}/(2m)+V(r)}
{\displaystyle W(t)=-q/m\mathbf {p} \cdot \mathbf {A} (\mathbf {r} ,t)-q/m\mathbf {S} \cdot \mathbf {B} (\mathbf {r} ,t)+q^{2}/(2m)\mathbf {A} ^{2}(\mathbf {r} ,t)}
時間依存する相互作用項{\displaystyle W(t)}の第3項目はAについて2次なので、小さな電磁場のときは無視出来る。

### 双極子近似
また第1項目と第2項目の和は、光の波長が電子雲の広がりよりも十分に長いならば、以下のように展開できる。
{\displaystyle W(t)=W_{DE}(t)+W_{DM}(t)+W_{QE}(t)+\cdots \ }
ここで{\displaystyle W_{DE}(t)}は電気双極子項、{\displaystyle W_{DM}(t)}は磁気双極子項、{\displaystyle W_{QE}(t)}は電気四極子項と呼ばれる。電気双極子項以外を無視することを双極子近似という。
電気双極子の項は以下のように表される。
{\displaystyle W_{DE}(t)\propto {\boldsymbol {\epsilon }}\cdot \sum (-e\mathbf {r} )\ }
つまりこれは電磁波の偏り{\displaystyle {\boldsymbol {\epsilon }}}と電気双極子モーメント{\displaystyle \sum (-e\mathbf {r} )\ }の相互作用の項である。電気双極子遷移とは、遷移のなかでも相互作用{\displaystyle W_{DE}(t)}寄与による部分のことを指す。

## 選択律
遷移確率は{\displaystyle \left|\langle \psi _{f}|W|\psi _{i}\rangle \right|^{2}}で表される。
{\displaystyle W_{DE}\propto {\boldsymbol {\epsilon }}\cdot \sum (-e\mathbf {r} )\ }は奇関数なので、{\displaystyle \left|\langle \psi _{f}|W_{DE}|\psi _{i}\rangle \right|^{2}}が値を持つかどうかは、{\displaystyle \psi _{i}}と{\displaystyle \psi _{f}}の偶奇性（パリティ）によって決まる。
パリティが同じような状態間では、電気双極子遷移の遷移確率はゼロになる。これをラポルテの選択律と呼ぶ。しかし実際には磁気双極子項や電気四極子項も存在することや、対称性が乱れることによる偶奇性の変化もあるため、遷移確率はゼロではなくなり弱い遷移が起こる。